# 폴란드 U-23 축구 국가대표팀
폴란드 U-23 축구 국가대표팀(폴란드어: Reprezentacja Polski U-23 w piłce nożnej)은 폴란드를 대표하는 23세 이하의 축구 국가대표팀으로, 폴란드의 축구 관리 기관인 폴란드 축구 협회의 관리를 받는다. 올림픽에 7번 참가해 1972년에는 금메달, 1976년과 1992년에는 은메달을 획득했다.